# 427 p.n.e.
| [ Edytuj tabelę ] | |
| Władca Chin       | - 441 p.n.e. Kaowang 426 p.n.e.                                                                            |
| Król Elimei       | - 435 p.n.e. Derdas I 405 p.n.e.                                                                           |
| Król Epiru        | - 430 p.n.e. Tarypas 390 p.n.e.                                                                            |
| Król Kartaginy    | - 440 p.n.e. Hannibal Magonida 406 p.n.e.                                                                  |
| Król Linkos       | - 430 p.n.e. Arrabajos I 400 p.n.e.                                                                        |
| Król Macedonii    | - 448 p.n.e. Perdikkas II 413 p.n.e.                                                                       |
| Władca Persji     | - 465 p.n.e. Artakserkses I 424 p.n.e.                                                                     |
| Król Sparty       | - 459 p.n.e. Plejstoanaks 409 p.n.e. - 469 p.n.e. Archidamos II 427 p.n.e. - 427 p.n.e. Agis II 398 p.n.e. |
| Król Sydonu       | - 450 p.n.e. Baalszalim 426 p.n.e.                                                                         |
| Król Syngalezów   | - 437 p.n.e. Pandukabhaya 367 p.n.e.                                                                       |
| Król Tracji       | - 445 p.n.e. Sitalkes 424 p.n.e.                                                                           |

Rok 427 p.n.e.
stulecia: VI wiek p.n.e. ~
V wiek p.n.e. ~
IV wiek p.n.e.

lata: 437 p.n.e. «
431 p.n.e. «
430 p.n.e. «
429 p.n.e. «
428 p.n.e. «
427 p.n.e. »
426 p.n.e. »
425 p.n.e. »
424 p.n.e. »
423 p.n.e. »
417 p.n.e.

## Wydarzenia
- w Atenach wygasła trwająca od 430 roku p.n.e. zaraza, która pochłonęła jedną trzecią mieszkańców miasta
- Arystofanes wystawił, w obcej reżyserii, pierwszą swoją (niezachowaną) komedię – Biesiadników, w których skrytykował nowomodne nauczanie; krytykę edukacji kontynuował w Chmurach, wystawionych cztery lata później;

## Urodzili się
- Platon, filozof grecki
- Kōan — szósty cesarz Japonii

## Zmarli
- Archidamos II, król Sparty